# Dørstykke
Et dørstykke (eller lat., supraporta (supra = over, porta = dør) eller it. sopraporte, fr. surporte) betegner et felt med dekoration eller maleri indfældet i panelværk over en dør (typisk en fløjdør). Dørstykker blev populære i barok- og rokokotiden, hvor hele sale i slotte og palæer ofte blev panelleret.
Dørstykket fandt dog også anvendelse i klassicismen, historicismen og i jugendstilen
- Wikimedia Commons har flere filer relateret til Dørstykke